# قرار مجلس الأمن التابع للأمم المتحدة رقم 808
قرار مجلس الأمن التابع للأمم المتحدة رقم 808، الذي اتخذ بالإجماع في 22 فبراير 1993، بعد إعادة تأكيد القرار 713 (1991) والقرارات اللاحقة بشأن الحالة في يوغوسلافيا السابقة، بما في ذلك القرارات 764 (1992) و771 (1992) و780 (1992)، المجلس بعد أن أعلن عزمه على وضع حد لجرائم مثل التطهير العرقي والانتهاكات الأخرى للقانون الإنساني الدولي، قرر إنشاء محكمة دولية لمحاكمة الأشخاص المسؤولين عن الانتهاكات الجسيمة للقانون الإنساني الدولي التي ارتكبت في يوغوسلافيا السابقة منذ عام 1991. أصبحت فيما بعد يعرف باسم المحكمة الجنائية الدولية ليوغوسلافيا السابقة.
ثم طلب القرار إلى الأمين العام بطرس بطرس غالي أن يقدم، في موعد أقصاه 60 يوما بعد اتخاذ القرار الحالي، تقريرا عن مقترحات وخيارات محددة تتعلق بتنفيذ قرار إنشاء المحكمة، بما في ذلك ما إذا كان لها أساس في القانون. وفي الوقت نفسه، سيتم النظر في اقتراحات الدول الأعضاء، وبعد اعتماد القرار 808، قدمت مقترحات من فرنسا وإيطاليا والسويد، من بين دول أخرى. سيتم إنشاء المحكمة بالكامل في القرار 827 (1993).

## روابط خارجية
- نص القرار في undocs.org